# Louise de Danemark (1875-1906)
Pour les articles homonymes, voir Louise de Danemark.
La princesse Louise de Danemark (Louise Caroline Joséphine Sophie Thyra Olga) est née le 17 février 1875 à Copenhague, au Danemark, et décédée le 4 avril 1906 à Náchod, en Bohême. Membre de la maison de Glücksbourg, c'est une princesse danoise, le troisième enfant et la fille aînée de Frédéric VIII de Danemark et de son épouse, Louise de Suède.
Par son mariage avec le prince Frédéric de Schaumbourg-Lippe, elle devient princesse de Schaumbourg-Lippe.

## Biographie

### Famille et jeunesse
Petite-fille du roi Christian IX de Danemark (1818-1906), surnommé le « beau-père de l’Europe », la princesse Louise voit le jour le 17 février 1875 dans la demeure de ses parents, le palais Frédéric VIII, lui-même intégré au palais d’Amalienborg, résidence principale de la famille royale de Danemark dans le quartier de Frederiksstaden au centre de Copenhague. Elle est la troisième enfant du prince Frédéric, prince héritier du royaume de Danemark, et de son épouse la princesse Louise de Suède. Son père est le fils aîné du roi Christian IX de Danemark et de la princesse Louise de Hesse-Kassel, et sa mère est la fille unique du roi Charles XV de Suède et de la princesse Louise des Pays-Bas.

La princesse Louise avec sa mère en 1883.

La princesse Louise, de son nom de baptême Louise Caroline Josephine Sophie Thyra Olga, est nommée d'après sa mère et ses grand-mères. En tant que petite-fille en lignée masculine d'un monarque danois et fille d'un prince héritier danois, elle porte dès sa naissance le titre de princesse de Danemark avec la qualification d'altesse royale.

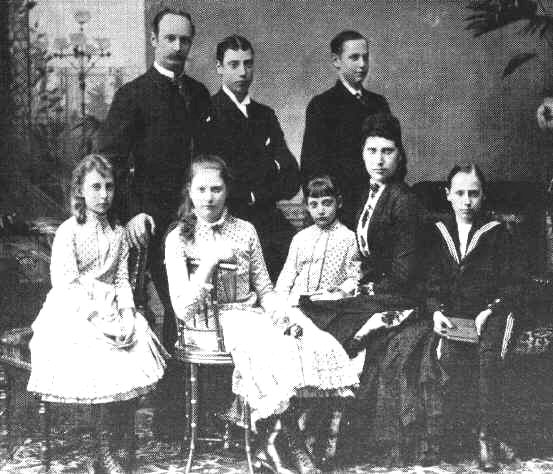
La princesse Louise avec famille en 1885.

La princesse Louise a deux frères aînés et deux frères et trois sœurs plus jeunes, dont Christian qui succède à leur père sur le trône danois en 1912 et Charles qui devient roi de Norvège sous le nom de Haakon VII en 1905,. L'enfant grandit aux côtés de ses parents et de ses frères et sœurs au palais Frédéric VIII et au palais de Charlottenlund, une résidence d'été située sur les rives du détroit d'Øresund à 10 kilomètres au nord de la ville sur l'île de Seeland.
Contrairement à la pratique habituelle de l'époque, où les enfants royaux sont élevés par des gouvernantes, les enfants sont élevés par la princesse héritière Louise elle-même. Louise et ses frères et sœurs reçoivent une éducation privée à dominance chrétienne, caractérisée par la sévérité, l'accomplissement des devoirs, les soins et l'ordre. Dès l'enfance, la princesse Louise est décrite comme une jeune fille très discrète avec une personnalité timide et calme.

### Mariage

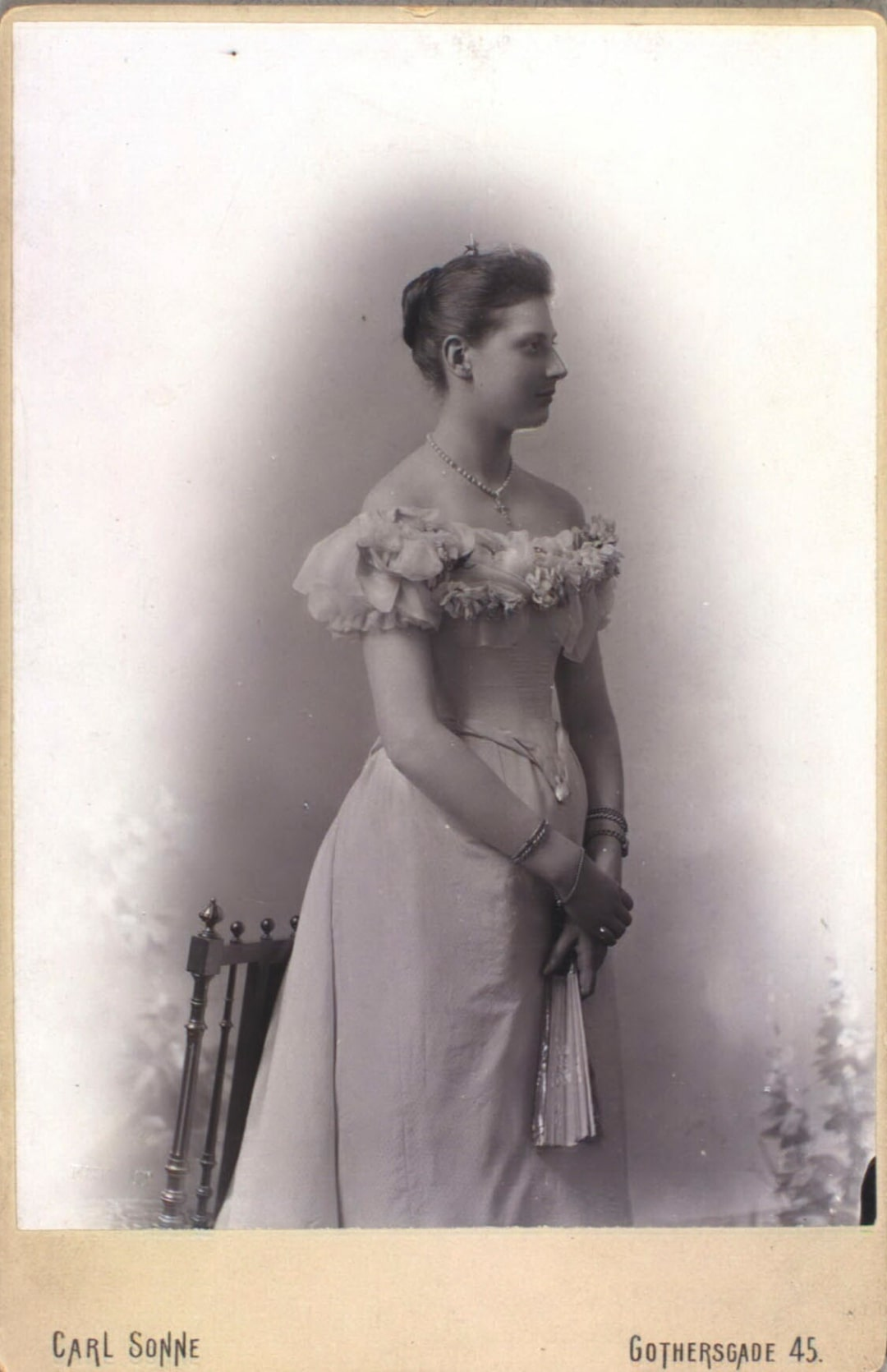
La princesse Louise en 1894.

La grand-mère paternelle de la princesse Louise est connue pour sa brillante politique matrimoniale. Elle comprend très tôt que sa petite-fille a une tendance à la mélancolie et veut donc qu'elle soit bien mariée. Grâce à des parents allemands, elle entre en contact avec une branche cadette de la famille princière allemande de Schaumbourg-Lippe qui possède le château et la seigneurie de Náchod dans la partie nord-est de la Bohême.

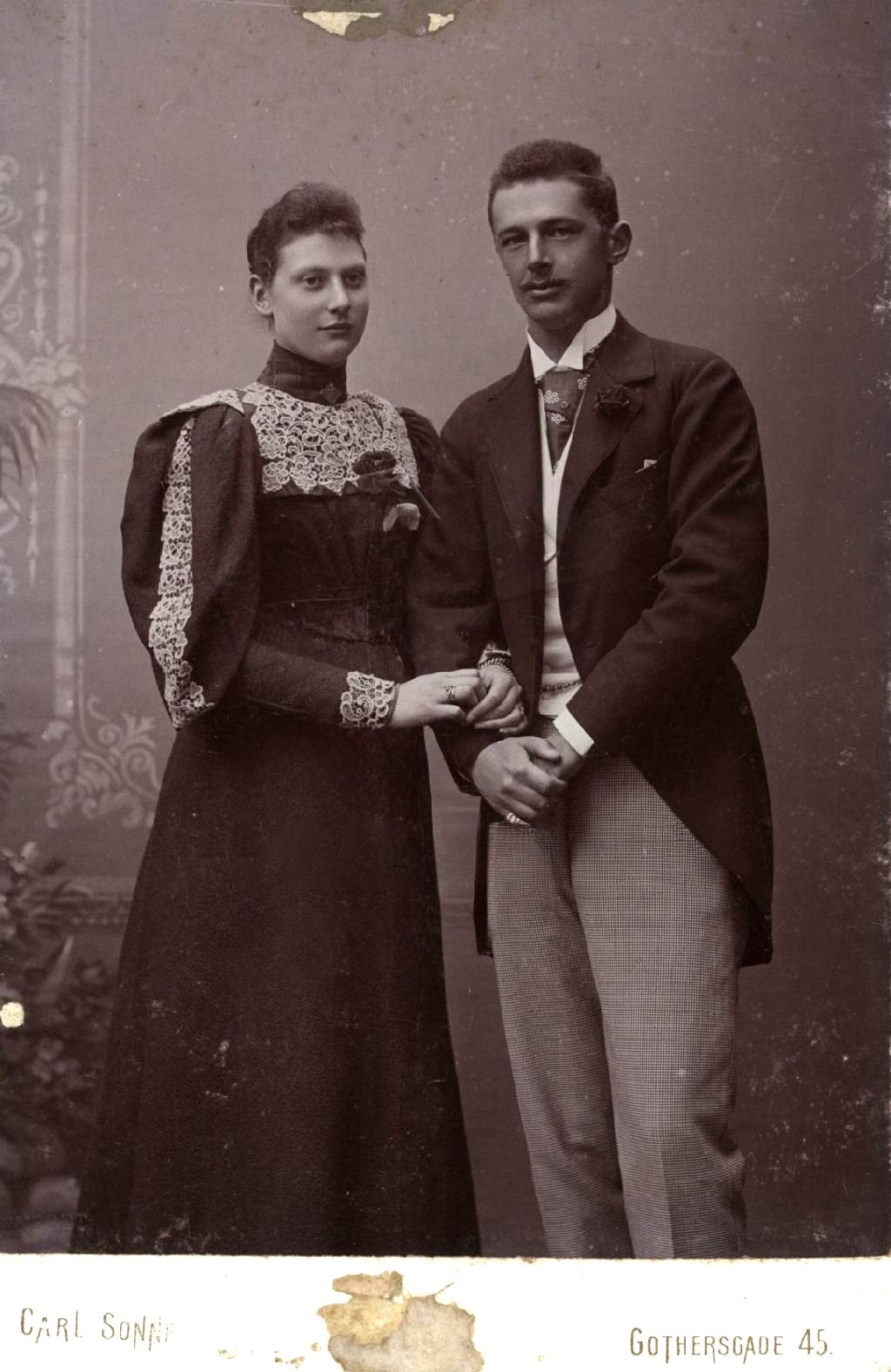
La princesse Louise et son époux en 1896.

La princesse Louise est donc présentée au prince Frédéric de Schaumbourg-Lippe, fils du prince Guillaume de Schaumbourg-Lippe, et de la princesse Bathilde d'Anhalt-Dessau. Le prince Frédéric est son cousin au second degré, sa mère étant la fille de la sœur aînée de la reine Louise, et le futur propriétaire du château de Nachod. Le couple se fiance en 1894 et le 5 mai 1896 la princesse Louise épouse à l'âge de 21 ans le prince Frédéric de Schaumbourg-Lippe au palais d'Amalienborg à Copenhague.
Trois enfants naissent de cette union :
- Marie-Louise Dagmar Bathildis Charlotte de Schaumbourg-Lippe (10 février 1897 – 1er octobre 1938), Elle épouse le prince Friedrich Sigismond de Prusse et a une descendance.
- Christian Nikolaus Wilhelm Friedrich Albert Ernst de Schaumbourg-Lippe (20 février 1898 – 13 juillet 1974), il épouse sa cousine, la princesse Feodora de Danemark et a une descendance.
- Stéphanie Alexandra Hermine Thyra Xenia Bathildis Ingeborg de Schaumbourg-Lippe (19 décembre 1899 – 2 mai 1925), elle épouse Victor Adolphe, 5e Prince de Bentheim et Steinfurt et a deux fils : le prince Alexis (30 juillet 1922 – 2 décembre 1943, KIA-dessus de la Méditerranée), et le prince Christian (né le 9 décembre 1923 et mort le 12 décembre 2023, à l'âge de 100 ans). Stéphanie est morte en couches avec des jumeaux. Les deux garçons sont morts le 2 mai 1925.

### Vie en Bohême
Après le mariage, comme c'est la coutume pour les princesses de cette époque, la princesse Louise s'installe avec son mari en Bohême. Le couple emménage au château de Ratiboritz, où il compte vivre jusqu'au jour où il héritera du château voisin de Náchod. Cependant, juste après leur mariage, ils vivent à Ödenburg en Autriche-Hongrie en raison du service militaire du prince Frédéric. C'est ici que leurs trois enfants voient le jour.
Le mariage est malheureux, et la princesse souffre gravement du mal du pays. Elle passe beaucoup de temps chez sa famille au Danemark, par des séjours longs de deux à trois mois. De plus, son père lui rend visite en Bohême chaque année.

### Mort
La princesse Louise meurt au château de Ratiboritz le 4 avril 1906 à l'âge de 31 ans. Elle et son beau-père sont morts à cinq heures d'intervalle au château de Náchod, en Bohême. La cause officielle de la mort de la princesse Louise est une inflammation cérébrale causée par la méningite, après des semaines de mal être. On raconte qu'elle a tenté de se noyer dans le lac du château de Ratiboritz. Elle est enterrée au cimetière militaire de Náchod.
Son mari se remarie à la princesse Antoinette d'Anhalt, avec qui il a deux autres enfants. Il meurt à l'âge de 77 ans à la fin de la Seconde Guerre mondiale en 1945.